# فرانسیس جوزف بیگینز
فرانسیس جوزف بیگینز (انگلیسی: Francis Joseph Biggins؛ 24 June 1884 – 1962 (age 77)) بازیکن فوتبال بود.
از باشگاه‌هایی که در آن بازی کرده‌است می‌توان به باشگاه فوتبال بارنزلی اشاره کرد.